# Brevetossina
Le Brevetossine sono una serie di composti polieteri ciclici prodotti naturalmente da una specie di dinoflagellati noti come Karenia brevis.
Le brevetossine sono neurotossine che si legano ai canali del sodio voltaggio-dipendenti nelle cellule nervose, con conseguente interruzione dei normali processi neurologici e che possono provocare la malattia clinicamente definita come avvelenamento neurotossico da molluschi.
Sebbene le brevetossine più studiate siano quelle della Karenia brevis, si trovano anche in altre specie di Karenia ed in alcune microalghe.